# Одного разу під Полтавою (сезон 5)
П'ятий сезон серіалу Одного разу під Полтавою, українського сіткому, який створено студією «Квартал-95» для телеканалу ТЕТ. Прем'єра відбулася 21 лютого 2018. Студія «Drive Production» також займається продюсуванням Одного разу під Полтавою. Сезон містить 20 епізодів і виходив по 20 березня 2018.

## У ролях
| - Ірина Сопонару в ролі Яринки. - Юрій Ткач в ролі Юрчика. - Віктор Гевко в ролі Віті (кума Юрчика і Яринки). - Олександр Теренчук в ролі Сашка (дільничого). - Анна Саліванчук в ролі Віри (продавчині сільмагу) . - Олександр Данильченко в ролі діда Петра. | Другорядні дійові особи |

## Перелік серій
| Номер взагалі | Номер в сезоні | Назва                   | Режисер        | Сценарист(и)                                                        | Дата показу     |
| --- | -------------- | ----------------------- | -------------- | ------------------------------------------------------------------- | --------------- |
| 69 | 1              | «Самотність»            | Андрій Бурлака | Олександр Кушнаренко та Валентин Іванов                             | 21 лютого 2018  |
| Прокинувшись вранці в своєму ліжку, Юрчик починає кликати Яринку, але з часом розуміє, що коханої немає вдома. Вирушивши на її пошуки, Юрчик потроху починає панікувати, оскільки він розуміє, що крім нього в селі не залишилося жодної людини і швидше за все він приречений на самотність. |                |                         |                |                                                                     |                 |
| 70 | 2              | «Що? Де? Коли?»         | Андрій Бурлака | Євген Косниковський                                                 | 21 лютого 2018  |
| Що? Де? Коли? — єдине легальне казино України, в якому можна виграти гроші за допомогою свого інтелекту, якого взагалі-то і не вистачає двом дуже азартним гравцям — Юрчику та Куму. |                |                         |                |                                                                     |                 |
| 71 | 3              | «Добрі справи»          | Андрій Бурлака | Олександр Кушнаренко та Валентин Іванов                             | 22 лютого 2018  |
| Ремонтуючи дах сараю, Юрчик з Кумом раптом розуміють, що якщо з ними трапиться щось погане, то в Рай вони не потраплять, оскільки для цього потрібно, щоб список добрих справ значно перевищував список поганих. Добре порадившись, вони вирішують виправити ситуацію на свою користь. |                |                         |                |                                                                     |                 |
| 72 | 4              | «Метеорит»              | Андрій Бурлака | Євген Пилипенко                                                     | 22 лютого 2018  |
| Метеорит — небесне світило космічного походження, яке летить по орбіті і потрапляє в атмосферу Землі, а якщо точніше: прямо до Юрчика в сарай. Це дуже рідкісне явище змушує найкращих друзів, Кума і Юрчика, добре замислитися про матеріальну вигоду. |                |                         |                |                                                                     |                 |
| 73 | 5              | «Криза середнього віку» | Андрій Бурлака | Тарас Стадницький, Сергій Сидорчук, Олесь Семенюк і Віталій Кремінь | 26 лютого 2018  |
| У сучасному світі дорослого чоловіка чекає безліч небезпек. Але наших чоловіків, крім економічної кризи і безробіття, чекає ще один ворог — криза середнього віку. І більше від усіх до неї схильні чоловіки, які нічого в своєму житті не досягли. Лисина, зайва вага, погана пам'ять — прямі ознаки психологічного стресу, пов'язаного з кризою середнього віку, яку Юрчик сам собі навіяв і тепер відмовляється навіть їсти.                          |                |                         |                |                                                                     |                 |
| 74 | 6              | «Нобелівська премія»    | Андрій Бурлака | Дар'я Кобякова та Сергій Сіманчук                                   | 26 лютого 2018  |
| Нобелівська премія — одна з найпрестижніших міжнародних премій, щорічно присуджується за видатні наукові дослідження, якими, абсолютно несподівано, вирішили зайнятися асистент Кум і професор Юрчик, оскільки це непоганий шанс заробити один мільйон євро. |                |                         |                |                                                                     |                 |
| 75 | 7              | «Замкнуте коло»         | Андрій Бурлака | Олександр Станкевич, Павло Демченко і Станіслав Царан               | 27 лютого 2018  |
| Вночі в селі згорів магазин. Винуватцем загоряння, всім на подив, виявився дільничний, який напередодні ввечері вирішив допомогти Вірі з ремонтом розетки. І тепер йому доводиться ділити площу своєї дільниці з магазином Віри і це тільки мала частина створеного замкнутого кола, в який потрапили Юрчик, Кум, Яринка та інші жителі села. |                |                         |                |                                                                     |                 |
| 76 | 8              | «Облисіння»             | Андрій Бурлака | Тарас Стадницький, Сергій Сидорчук, Олесь Семенюк і Віталій Кремінь | 27 лютого 2018  |
| "Останнім часом він втратив свій вигляд, став лисий і з ним соромно навіть в магазин вийти, а швидше за все нам доведеться навіть розлучитися" — підслухавши розмову своєї коханої Яринки з подругою по телефону, Юрчик розуміє, що мова йшла про нього, і приймає рішення: повернути собі волосся будь-яким шляхом. |                |                         |                |                                                                     |                 |
| 77 | 9              | «Ковчег»                | Андрій Бурлака | Дмитро Голубєв                                                      | 28 лютого 2018  |
| У Полтавській області оголошено штормове попередження, після якого можлива загроза повені. Юрчик з Кумом вирішують взяти на себе місію рятувальників села і побудувати для всіх Ковчег, вхід на який, звичайно, буде не безкоштовним. |                |                         |                |                                                                     |                 |
| 78 | 10             | «Розлучення»            | Андрій Бурлака | Віктор Гевко, Василь Ткачук і Віктор Мотиль                         | 28 лютого 2018  |
| У день народження Юрчика сталося страшне: рідний Кум забув його привітати. Після чого обидва вирішують припинити спілкування і починають ділити спільно нажите майно. |                |                         |                |                                                                     |                 |
| 79 | 11             | «Еротичне фото»         | Андрій Бурлака | Євген Пилипенко                                                     | 5 березня 2018  |
| У гонитві за легкою наживою Юрчик надіслав еротичне фото Яринки для участі в конкурсі, переможець якого отримає одну тисячу гривень. Не врахував Юрчик тільки одне: відверте фото його коханої надрукували в газеті, яка тепер продається в місцевому магазині в невизначеній кількості. |                |                         |                |                                                                     |                 |
| 80 | 12             | «Освідчення»            | Андрій Бурлака | Віктор Гевко, Василь Ткачук і Віктор Мотиль                         | 6 березня 2018  |
| У зв'язку з повною відсутністю досвіду в любовних справах Сашко вирішує звернутися за допомогою до Юрчика і Кума, щоб ті допомогли йому розібратися в тонкощах сімейного статуту, звичайно ж не безкоштовно. Досвідчені чоловіки, розуміючи, що до них у руки потрапила золота жила, починають викладати сором'язливому односельчанину "Курс молодого мужа", розповідаючи при цьому про всі тонкощі сімейного життя з повною самовіддачею та пристрастю. |                |                         |                |                                                                     |                 |
| 81 | 13             | «Спадок Діда Петра»     | Андрій Бурлака | Ігор Шуров і Чингіс Мазінов                                         | 7 березня 2018  |
| Дід Петро оголосив усім, що збирається помирати, і почав ділити все своє майно між найкращими друзями. Юрчику з Яринкою він заповів свій будинок, Куму сарай, а Вірі з Сашком дістанеться колодязь, за умови, що спадкоємці зроблять ремонт і наведуть порядок. |                |                         |                |                                                                     |                 |
| 82 | 14             | «Щур»                   | Андрій Бурлака | Євген Пилипенко                                                     | 8 березня 2018  |
| Знаючи про слабкості Яринки до домашніх тварин, Віра вирішує подарувати найкращій подрузі домашнього щура, якого їй дала ще одна подруга, забувши попередити про всі небезпеки з боку милої, на перший погляд, тварини. |                |                         |                |                                                                     |                 |
| 83 | 15             | «Швед під Полтавою»     | Андрій Бурлака | Олександр Кушнаренко і Валентин Іванов                              | 12 березня 2018 |
| У пошуках своїх далеких родичів в село приїхав турист зі Швеції, але не зі звичайним туристичним візитом, а для того, щоб внести їх у заповіт. Дізнавшись про такий подарунок долі, односельці розгортають справжню боротьбу за місце під шведським сонцем. |                |                         |                |                                                                     |                 |
| 84 | 16             | «Теорія Кубика»         | Андрій Бурлака | Олег Сьомін                                                         | 13 березня 2018 |
| Після гарної зливи в селі під Полтавою шість місцевих жителів знаходять цінну старовинну монету. Після численних невдалих спроб привласнення цінної знахідки собі Юрчик, Яринка, Віра, Сашко, Кум і дід Петро вирішують визначити подальшу долю монети за допомогою Теорії Кубика. |                |                         |                |                                                                     |                 |
| 85 | 17             | «Міс Полтава»           | Андрій Бурлака | Дмитро Голубєв                                                      | 14 березня 2018 |
| 86 | 18             | «Рідкісний птах»        | Андрій Бурлака | Олександр Кушнаренко і Валентин Іванов                              | 15 березня 2018 |
| У Полтаві ПП! Із зоопарку втік рідкісний папуга, в якого вживили чіп. І цей маяк передає координати хати Юрчика і Яринки. Місію з вилову рідкісного птаха поклали на Сашка, оскільки лише він знає, що насправді зоопарк — це відмазка, а справжній власник папуги прокурор, який дуже переживає за можливий витік інформації. |                |                         |                |                                                                     |                 |
| 87 | 19             | «Пропажа Клеопатри»     | Андрій Бурлака | Віктор Гевко, Василь Ткачук і Віктор Мотиль                         | 20 березня 2018 |
| Сьогодні у Кльопи день народження і Юрчик вирішив приготувати для неї святковий рататуй. Але яким же було його здивування, коли виявилося, що Кльопа пропала. Тому, щоб знайти свою свиню, Юрчик з Кумом починають думати як свині. |                |                         |                |                                                                     |                 |
| 88 | 20             | «Байки»                 | Андрій Бурлака | Андрій Чивурін, Чингіс Мазінов і Олег Сьомін                        | 20 березня 2018 |
| У село під Полтавою приїхав студент-журналіст, щоб написати статтю в газету. Тільки для цього йому потрібен помічник, який може поводити його селом і познайомити з людьми, що знають цікаві історії або байки. На знак подяки студент обіцяє вказати помічника, яким відразу ж погодився стати Юрчик, співавтором даної статті. |                |                         |                |                                                                     |                 |